# Potorous longipes
Potorous longipes là một loài động vật có vú trong họ Potoroidae, bộ Hai răng cửa. Loài này được Seebeck & Johnston mô tả năm 1980.